# Люк Брауверс
Люк Брауверс (нід. Luuk Brouwers, нар. 3 травня 1998, Гелмонд, Нідерланди) — нідерландський футболіст, атакувальний півзахисник клубу «Утрехт».

## Ігрова кар'єра
Є вихованцем клубу «Ден Босх». У квтні 2015 року він зіграв першу гру в основі проти дублерів ПСВ у турнірі Ерстедивізі. Відігравши за клуб п'ять сезонів, влітку 2020 року Броуверс на правах вільного агенту перейшов до клуб «Гоу Егед Іглз», з яким вже у першому сезоні вийшов до елітного дивізіону. У серпні 2021 року Броуверс зіграв першу гру в Ередивізі.
У березні 2022 року підписав п'ятирічний контракт з клубом «Утрехт». Контракт вступив в дію у липні того року.